# 皆子山
皆子山（みなごやま）は、京都府京都市左京区と滋賀県大津市との境に位置する標高971mの山である。

## 概要
丹波高地の東端を形成する花折断層の一部をなしており、東側に安曇川上流の葛川（かつらがわ）を間にして比良山地と対峙している。北側山麓には葛川の支流が谷を形成し、足尾谷と呼ばれており、丹波高地有数の渓谷美で知られている。足尾谷を挟んだ北側には、同じ丹波高地に属し、高層湿原として知られる八丁平（はっちょうだいら）を抱く峰床山が続いている。南側山麓は葛川とその上流の百井川が流れており、南斜面から百井川に注ぐ谷は皆子谷と呼ばれている。皆子谷の源頭は山頂付近に達しており、山頂のすぐ西側でなだらかなすり鉢状・高原状の地形を形成している。
京都府京都市左京区の北部に位置し、京都府の最高峰である。

## 周辺の主な山
| 山容 | 名称     | 標高(m) | 三角点等級および基準点名 | 釈迦岳からの方角と距離 | 備考     |
| ---- | -------- | ------- | ------------------------ | ---------------------- | -------- |
|      | 蓬萊山   | 1,173.9 | 一等「比良ヶ岳」         | 80.1° 4.7 km           | 比良山系 |
|      | 皆子山   | 971.5   | 三等「葛川」             |                        |          |
|      | 武奈ヶ岳 | 1,214.4 | 三等「武奈岳」           | 39.1° 8.9 km           | 比良山系 |
|      | 峰床山   | 970.0   | 二等「久多村二」         | 345.1° 4.0 km          |          |

参考文献：国土地理院　基準点成果等閲覧サービス

## 登山・交通
一般的に利用される登山道は、北側の足尾谷から谷沿いに登るルート、東側から尾根沿いに登るルート、南側から谷沿いに登るルートが知られている。足尾谷からのルートは旧国道367号に接続する足尾谷林道の終点に登山口があり、足尾谷沿いに北西方向へ迂回したのち、標高580m付近で合流するツボクリ谷に沿って南方向へ進路を変えて直登する。東尾根を登るルートは葛川沿いにある集落から直登する。南側からのルートは、葛川沿いから支流の寺谷を登るルートと、百井川から皆子谷を登るルートがある。
- 公共交通機関

足尾谷の登山口へは「坂口」バス停が最寄りで、道のりはおよそ2kmである。東尾根の登り口と寺谷出合へ至る林道入口の近くには「平」バス停がある。いずれのバス停へも、叡山電鉄の出町柳駅から京都バスが、JR西日本の湖西線堅田駅から江若交通が、それぞれ路線バスを運行している。
- 自家用車

国道367号沿いの平バス停脇に数台分の駐車場がある。